# Evaristo Fernández Arias
Evaristo Fernández Arias (Alcázar de San Juan, Ciudad Real, 16 de diciembre de 1854-Ávila, 29 de agosto de 1908) fue un dominico y escritor español.

## Biografía
Ingresó en la orden de Santo Domingo a los dieciséis años, en el colegio de Ocaña; allí cursó estudios de filosofía y de teología de 1870 a 1877, cuando fue destinado a Filipinas. El 22 de diciembre de 1877 fue ordenado sacerdote allí y trabajó como profesor de enseñanza media en el colegio de San Juan de Letrán, hasta 1879 en que fue nombrado profesor de literatura en la Universidad de Santo Tomás de Manila. Estuvo en la Exposición Colonial de Ámsterdam, de la que escribió una Memoria en 1883 sobre la enseñanza secundaria y superior en el archipiélago. En la Universidad de Santo Tomás se doctoró en filosofía (1884), teología (1889) y derecho (1896), y en ella enseñó filosofía (1884-1887) y teología (1887-1900). Hizo un viaje a Tonkín (Vietnam) para encontrar una manera de asegurar a la Orden de Santo Domingo asentada allí. Tras la guerra contra los EE. UU. regresó a España en 1900 y enseñó teología en el convento de Ávila y derecho canónico en el seminario de esa misma (1902-1904); luego fue prior y regente de estudios de 1904 hasta su fallecimiento el 29 de agosto de 1908 en que falleció. Riguroso tomista, criticó el materialismo, el positivismo y el liberalismo.
Escribió poesía y teatro y gran número de artículos en La Alhambra, La Voz de España, Diario de Manila, Oceanía Española y El Santísimo Rosario de Filipinas, además de diversas obras sobre educación, moral, historia, economía y política.

## Obras
- Diálogo sobre el materialismo. Manila, 1885. Ms., Archivo del colegio de Dominicos de Ávila.
- Discurso sobre Santo Tomás de Aquino. Ávila: Imprenta de B. Manuel, 1904.36 p.
- El Beato Sanz y compañeros mártires del Orden de Predicadores. Vida y martirio de P. M. Sanz, F. Serrano, J. Royo, J. Alcober, y F. Díaz, misioneros apostólicos de Fokien. Manila: Tip. Colegio de Santo Tomás, 1893,IX, 802 p.
- El interés del dinero en los préstamos: estudio económico, jurídico-moral. Ávila, 1906. Ms., Archivo del colegio de Dominicos de Ávila.
- La teoría del mal menor según el criterio católico. Ávila, 1906. Ms., Archivo del colegio de Dominicos de Ávila.
- Memoria histórico estadística sobre la enseñanza secundaria y superior en Filipinas. Manila: La Oceanía Española, 1883.84 p.
- Oración fúnebre en las exequias de Fr. Zeferino González. Manila: Colegio de Santo Tomás, 1894.32 p.
- Panegírico de Santo Tomás de Aquino... Madrid: Luis Parra, 1902.52 p.
- Paralelo entre la conquista de América y la dominación de Filipinas. Manila: Amigos del País, 1892.31 p.
- Paralelo entre la conquista y dominación de América y el descubrimiento y pacificación de Filipinas. Madrid: Viuda de Minuesa de los Ríos, 1893.62 p.
- Real y Pontificia Universidad de Santo Tomás de Manila. Discurso leído en la apertura de sus estudios. Tema: El positivismo ante la razón y la ciencia. Manila: Colegio de Santo Tomás, 1885.59 p.
- Santo Tomás el gran maestro del saber humano. Discurso ante el claustro de la Universidad de Manila. Manila: Colegio de Santo Tomás, 1894.32 p.
- Sermón en la fiesta cívica de San Andrés. Manila: Amigos del País, 1892. 26 p.
- Sermón... a la purísima Concepción. Manila: Colegio de Santo Tomás, 1893.20 p.
- Synopsis de liberalismo. Ávila, 1903. Ms., Archivo del colegio de Dominicos de Ávila.
- Exposición general de las islas Filipinas en Madrid, 1887. Comisión central de Manila. Memoria correspondiente á la seccion 8.a, grupos 72 y 73.,Manila, Tip. del Colegio de Sto. Tomás, 1887.
- Exposicion general de las islas Filipinas en Madrid, 1887. Comisión central de Manila. Memoria complementaria de la seccion 2.a del programa pobladores aborigenes, razas existentes y sus variedades religion, usos y costumbres de los habitantes de Filipinas. Manila: Impr. del Colegio de Sto. Tomás, 1887.
- Positivismo, absurdo y anticientifico: discurso leido en la apertura de sus estudios [en la Real y Pontificia Universidad de Santo Tomás de Manila Manila: Establecimiento Tipografico del Colegio de Santo Tomás, 1885.